# أنتوني ريان (متزلج جماعي)
أنتوني ريان (بالإنجليزية: Anthony Ryan)‏ هو متزلج جماعي أسترالي، ولد في 7 أبريل 1980 في سيدني في أستراليا.

## وصلات خارجية
- أنتوني ريان على موقع IBSF (الإنجليزية)
- أنتوني ريان على موقع أوليمبيديا (الإنجليزية)
- أنتوني ريان على موقع اللجنة الأولمبية الأسترالية (الإنجليزية)